# قائمة الكواكب غير الشمسية المكتشفة سنة 2018
هذه قائمة للكواكب خارج المجموعة الشمسية التي اُكتشفت في 2018، وهي كواكب خارج المجموعة الشمسية اكتشفت فقط عن طريق السرعة الشعاعية، مقدار الكتلة المدون هنا في حده الأدنى (لمزيد من المعلومات طالع أدنى كتلة).

## القائمة
| الاسم              | الكتلة (MJ) | نصف القطر (RJ) | الفترة المدارية (بالأيام) | نصف المحور الرئيسي (AU) | درجة الحرارة (كلفن) | طريقة الاكتشاف   | سنة الاكتشاف | المسافة (س.ض) | كتلة النجم المستضيف (M☉) | درجة حرارة النجم المستضيف (كلفن) | ملاحظات |
| ------------------ | ----------- | -------------- | ------------------------- | ----------------------- | ------------------- | ---------------- | ------------ | ------------- | ------------------------ | -------------------------------- | ------- |
| K2-141b            | 0.0160      | 0.135          | 0.2803226                 | 0.00716                 | 2039                | العبور           | 2018         | 192           | 0.71                     | 4599                             |         |
| K2-141c            | <0.023      | 0.624          | 7.74850                   |                         |                     | العبور           | 2018         | 192           | 0.71                     | 4599                             |         |
| TYC 3318-01333-1 b | 3.42        |                | 562.0                     | 1.414                   |                     | السرعة الشعاعية. | 2018         | 1792          | 1.19                     | 4776                             | مؤكد    |
| HD 238914 b        | 6.0         |                | 4100                      | 5.7                     |                     | السرعة الشعاعية. | 2018         | 1888          | 1.47                     | 4769                             | مؤكد    |

## مصدر
1. ↑  "موسوعة الكواكب خارج المجموعة الشمسية". مؤرشف من الأصل في 2019-05-12.